# Mama, ja doma
Mama, ja doma (russisk: Мама, я дома) er en russisk spillefilm fra 2021 af Vladimir Bitokov.

## Medvirkende
- Ksenija Rappoport som Tonja
- Jura Borisov
- Aleksandr Gortjilin som Nazarov
- Natalja Pavlenkova
- Jekaterina Sjumakova